# Paul Canart
Paul Canart (* 25. Oktober 1927 in Cuesmes; † 14. September 2017 in Brüssel) war ein belgischer Paläograph.

## Leben
Paul Canart wurde am 1. April 1951 zum Priester der Erzdiözese Mechelen-Brüssel geweiht. Anschließend begann er eine Lehrtätigkeit am Collège Saint-Pierre in Brüssel.
Er wurde 1957 als Scriptor Graecus an die Bibliotheca Apostolica Vaticana berufen und blieb dort vierzig Jahre lang: Er leitete die Manuskriptabteilung und war von 1994 bis 1997 der stellvertretende Präfekt, als er in den Ruhestand ging. Er spezialisierte sich auf das Studium und die Katalogisierung antiker griechischer Handschriften. Er unterrichtete griechische Paläographie an der Scuola Vaticana di Paleografia, Diplomatica e Archivistica, deren Leiter er von 1979 bis 1980 und von 1984 bis 1985 war. Er wurde in die Accademia dei Lincei aufgenommen und zum apostolischen Protonotar gewählt. Seine Papiere wurden von seinen Neffen an die Vatikanische Apostolische Bibliothek und die Vatikanische Schule für Paläographie gespendet.

## Schriften (Auswahl)
- Les Vaticani Graeci 1487–1962. Notes et documents pour l’histoire d’un fonds de manuscrits de la Bibliothèque vaticane. Vatikanstadt 1979, ISBN 88-210-0493-7.
- Paleografia e codicologia greca : una rassegna bibliografica. Vatikanstadt 1991, ISBN 88-85054-10-2.
- mit Paolo Eleuteri: Scrittura greca nell’umanesimo italiano. Mailand 1991, ISBN 88-7050-216-3.
- mit Santo Lucà: Codici greci dell’Italia meridionale. Grottaferrata, Biblioteca del Monumento Nazionale, 31 marzo – 31 maggio 2000. Rom 2000, OCLC 163434983.